# Ambasada Estonii w Polsce

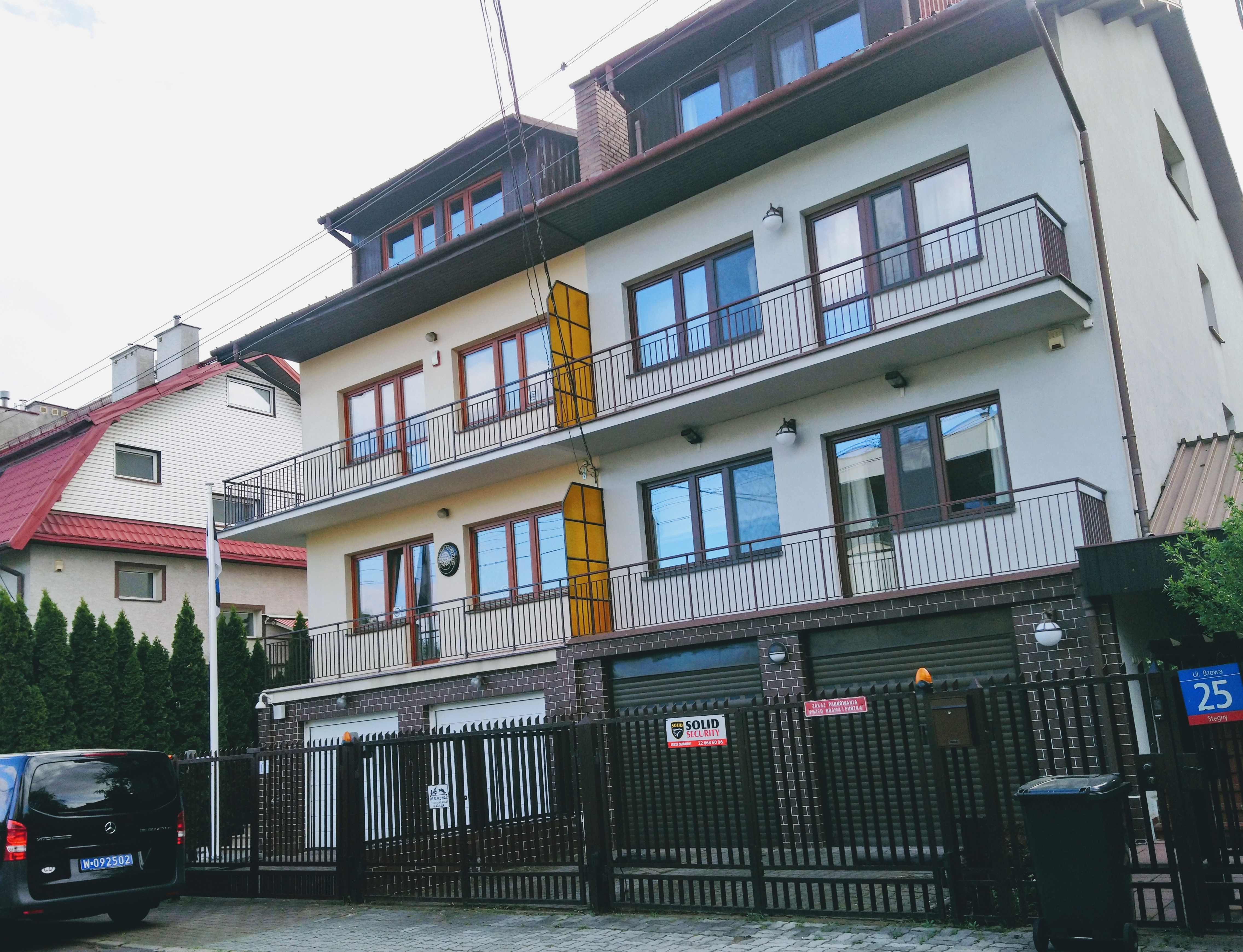
Tymczasowa siedziba ambasady - ul. Bzowa 21 (adres tymczasowy na czas remontu) w l. 2019-20

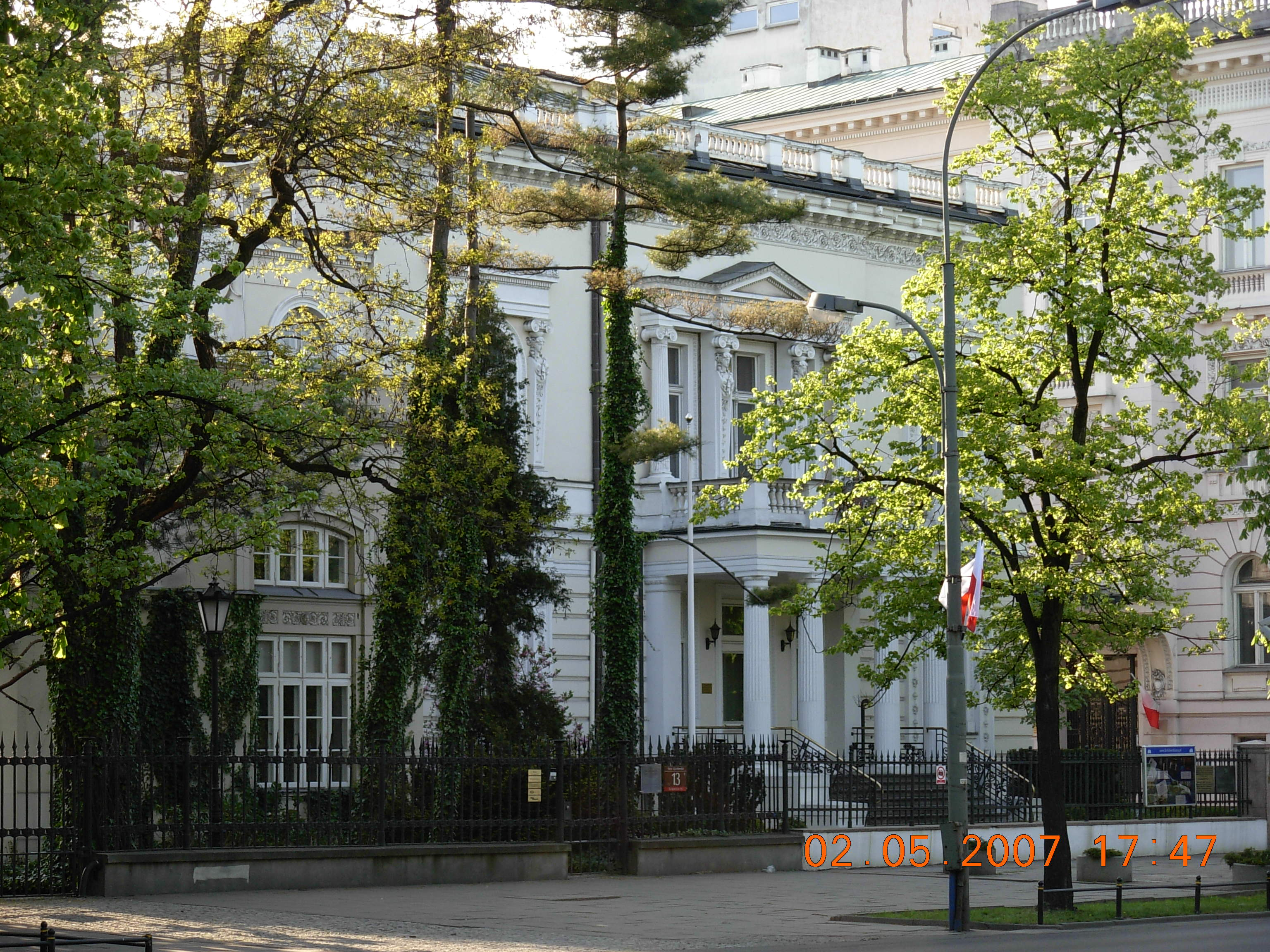
b. siedziba poselstwa Estonii w al. Róż (1935-1938)

Ambasada Estonii w Polsce, Ambasada Republiki Estońskiej (est. Eesti Suursaatkond) – estońska placówka dyplomatyczna mieszcząca się w Warszawie przy ul. Karwińskiej 1.

## Siedziba

### W okresie międzywojennym
Stosunki dyplomatyczne pomiędzy Polską i Estonią nawiązano w 1921. Początkowo poselstwo tego kraju funkcjonowało w Hotelu Europejskim przy ul. Krakowskie Przedmieście 13 (1923), w kamienicy Spokornego w al. Ujazdowskich 19 m. 4, róg Chopina 1 (1923–1933), w kamienicy Bogdanowicza w al. Ujazdowskich 9a/55 (1934), następnie w pałacu Elizy Wielopolskiej w al. Róż 1 (1935–1938) oraz przy ul. Mokotowskiej 61 (1939).

### W okresie po II wojnie światowej
Polska reaktywowała stosunki dyplomatyczne z Estonią w 1991. Ambasada zaczęła urzędować w willi z około 1935 przy ul. Karwińskiej 1 w 1995. Na czas remontu, od września 2019, ambasada mieściła się przy ul. Bzowej 21. Obecnie przy ul. Karwińskiej 1.